# 1817 Katanga
Katanga (asteróide 1817) é um asteróide da cintura principal com um diâmetro de 15,9 quilómetros, a 1,9169911 UA. Possui uma excentricidade de 0,1916019 e um período orbital de 1 333,79 dias (3,65 anos).
Katanga tem uma velocidade orbital média de 19,3417308 km/s e uma inclinação de 25,72994º.
Esse asteróide foi descoberto em 20 de Junho de 1939 por Cyril Jackson.